# Alternatywa (Dania)
Alternatywa  (duń. Alternativet) – duńska partia polityczna o profilu ekologicznym. Na kartach wyborczych oznaczana literą Å.

## Historia
Partię w listopadzie 2013 założył były minister kultury Uffe Elbæk, który we wrześniu tegoż roku opuścił Duńską Partię Socjalliberalną. Ugrupowanie w swoim manifeście zawarło hasła m.in. zrównoważonego rozwoju i sprawiedliwości społecznej. W 2015 partia wystartowała w wyborach parlamentarnych, wspierając tzw. czerwoną koalicję. W głosowaniu z 18 czerwca 2015 uzyskała 4,8% głosów, wprowadzając 9 posłów do Folketingetu. W 2019 Alternatywa startowała poza dwoma głównymi blokami, poparło ją 3,0% głosujących (5 mandatów). W 2020 na czele partii stanęła Josephine Fock. Kilka tygodni później były lider i trzech innych posłów opuściło partię. Jeszcze w tym samym roku Josephine Fock ustąpiła z funkcji przewodniczącej ugrupowania.
W 2021 nową przewodniczącą partii została Franciska Rosenkilde. W 2022 do ugrupowania przyłączyła się formacja Grøn Alliance. W wyborach w tym samym roku Alternatywa otrzymała 3,3% głosów i 6 mandatów poselskich.